# Alopecurinae
Alopecurinae, podtribus travovki , dio tribusa Poeae, potporodica  Pooideae
Uključen je 2017. u novi nadpodtribus Poodinae. Postoje tri priznata roda sa blizu 50 vrsta.

## Rodovi
Subtribus Alopecurinae Dumort.
1. Alopecurus L. (44 spp.)
2. Cornucopiae L. (2 spp.)
3. Limnas Trin. (3 spp.)